# Motobloc Type S (1908)
Dieser Motobloc Type S ist ein Pkw-Modell der 1900er Jahre. Hersteller war Motobloc im französischen Bordeaux.

## Beschreibung
Es war das einzige Modell von Motobloc mit einem Einzylindermotor. Er war steuerlich mit 9 CV eingestuft. Als Hubraum sind 942 cm³ angegeben. Das deutet auf 100 mm Bohrung und 120 mm Hub hin. Die angegebenen 165 mm Bohrung und 140 mm Hub würden 2994 cm³ Hubraum ergeben, müssen also falsch sein; zumal dann auch die Steuereinstufung nicht passen würde.
Der Motor ist vorn im Fahrgestell eingebaut. Die Motorleistung wird über ein Dreiganggetriebe und eine Kardanwelle an die Hinterachse übertragen.
Bauzeit war von 1908 bis 1909.
In den 1920er Jahren erschien der namensgleiche Type S von 1924 bis 1932.